# ラキース・スタンフィールド
ラキース・リー・“キース”・スタンフィールド（LaKeith Lee "Keith" Stanfield, 1991年8月12日 - ）は、アメリカの俳優・ラッパー。2013年の映画『ショート・ターム』への出演で知られる。

## 生い立ち
カリフォルニア州サンバーナーディーノで生まれ、同州リバーサイドやヴィクターヴィルで育つ。スタンフィールドは「引き裂かれた機能不全家族でとても貧しく育った」と発言している。14歳で高校の演劇部に入部し、俳優を志す。その後通ったロサンゼルスの演劇スクールでマネージャーと出会い、CMのオーディションを受けるようになった。

## キャリア
スタンフィールドは2009年の短編映画「Short Term 12」で映画に初出演した。「Short Term 12」はデスティン・ダニエル・クレットンがサンディエゴ州立大学の卒業制作として監督した作品で、2009年のサンダンス映画祭で上映され審査員賞を受賞した。その後はいくつかの短編映画に出演したのち数年間俳優業を離れ、クレットンから再び声がかかるまで造園業やAT&T、合法大麻工場など様々な職を転々とした。スタンフィールドはクレットン初の長編映画『ショート・ターム』およびその元となった2009年の短編映画の両作に出演した唯一の俳優である。
『ショート・ターム』は2013年のサウス・バイ・サウスウエスト映画祭で審査員大賞を受賞し、スタンフィールドはインディペンデント・スピリット賞助演男優賞にノミネートされた。クレットンとスタンフィールドによって書かれた劇中のラップ曲「So You Know What It's Like」は高い評価を集め、ノミネートには至らなかったもののアカデミー賞歌曲賞の有力候補と目された。
2014年、スタンフィールドは映画『パージ:アナーキー』および『グローリー/明日への行進』に出演し、後者では公民権運動家ジミー・リー・ジャクソンを演じた。2015年にはサンダンス映画祭で高い評価を集めた『DOPE/ドープ!!』、『ストレイト・アウタ・コンプトン』、オリバー・ストーンが監督した『スノーデン』、またラン・ザ・ジュエルズ「Close Your Eyes (And Count to Fuck)」のミュージックビデオなどに出演。『ストレイト・アウタ・コンプトン』ではスヌープ・ドッグを演じた。

## 私生活
詩人、ラッパーでもあり、Moorsというバンドのメンバーである。

## 出演作品

### 映画
| 公開年 | 邦題 原題                                                          | 役名                           | 備考 | 吹き替え           |
| ------ | ------------------------------------------------------------------ | ------------------------------ | --- | ------------------ |
| 2013   | ショート・ターム Short Term 12                                     | マーカス                       | シカゴ国際映画祭ベスト・アンサンブルキャスト ブラック・リール賞 ブレイクスルー演技賞 ノミネート ブラック・リール賞 助演男優賞 ノミネート インディペンデント・スピリット賞 助演男優賞 ノミネート サテライト賞 歌曲賞 ノミネート | （吹き替え版なし） |
| 2014   | パージ:アナーキー The Purge: Anarchy                               | グールフェイス                 | |                    |
| 2014   | グローリー/明日への行進 Selma                                      | ジミー・リー・ジャクソン       | ジョージア映画批評家協会賞 ベスト・アンサンブル賞 ノミネート サンディエゴ映画批評家協会賞 ベスト・アンサンブル賞 ノミネート ワシントンD.C.映画批評家協会賞 ベスト・アンサンブル賞 ノミネート                                   |                    |
| 2015   | DOPE/ドープ!! Dope                                                 | バグ                           | | 根本明宏           |
| 2015   | ストレイト・アウタ・コンプトン Straight Outta Compton              | スヌープ・ドッグ               | ハンプトン国際映画祭 ベスト・ブレイクスルー・パフォーマー | 不明               |
| 2015   | MILES AHEAD/マイルス・デイヴィス 空白の5年間 Miles Ahead           | ジュニア                       | | 海老名翔太         |
| 2016   | スノーデン Snowden                                                 | パトリック・ヘインズ           | | 不明               |
| 2017   | ゲット・アウト Get Out                                             | アンドリュー・ローガン・キング | 全米映画俳優組合賞キャスト賞 ノミネート | 丸山智行           |
| 2017   | 天下無敵のジェシカ・ジェームズ The Incredible Jessica James        | デーモン                       | Netflixで配信 | 内田夕夜           |
| 2017   | ウォー・マシーン: 戦争は話術だ! War Machine                        | ビリー・コール伍長             | Netflixで配信 | 不明               |
| 2017   | Death Note/デスノート Death Note                                   | L                              | Netflixオリジナル映画 | 三木眞一郎         |
| 2018   | ホワイト・ボイス Sorry to Bother You                               | カシアス・グリーン             | 日本劇場未公開 英国アカデミー賞 ライジング・スター賞 ノミネート 第24回クリティクス・チョイス・アワード コメディ男優賞 ノミネート 第28回ゴッサム・インディペンデント映画賞 男優賞 ノミネート                                    | 林勇               |
| 2018   | 神の日曜日 Come Sunday                                             | レジー                         | Netflixで配信 | 後藤光祐           |
| 2018   | 蜘蛛の巣を払う女 The Girl in the Spider's Web                      | エドウィン・ニーダム           | | 赤坂柾之           |
| 2019   | サムワン・グレート 〜輝く人に〜 Someone Great                      | ネイト・デイヴィス             | Netflixで配信 | 大泊貴揮           |
| 2019   | アンカット・ダイヤモンド Uncut Gems                                | デマニー                       | | 赤坂柾之           |
| 2019   | ナイブズ・アウト/名探偵と刃の館の秘密 Knives Out                   | エリオット警部補               | | 山本兼平           |
| 2020   | フォトグラフ The Photograph                                        | マイケル・ブロック             | 日本劇場未公開 | 山野井仁           |
| 2021   | ユダ&ブラック・メシア 裏切りの代償 Judas and the Black Messiah     | ウィリアム・オニール           | アカデミー助演男優賞ノミネート | 武内駿輔           |
| 2021   | ザ・ハーダー・ゼイ・フォール: 報復の荒野 The Harder They Fall      | クロッキー・ビル               | | 綱島郷太郎         |
| 2023   | ホーンテッドマンション Haunted Mansion                             | ベン・マサイアス               | | 八代拓             |
| 2023   | ブック・オブ・クラレンス 嘘つき救世主のキセキ The Book of Clarence | クラレンス / トマス            | 日本劇場未公開 | 杉村憲司           |
| TBA    | Play Dirty                                                         | Grofield                       | ポストプロダクション |                    |
| TBA    | Lear Rex                                                           | Edmund                         | ポストプロダクション |                    |
| TBA    | Die, My Love                                                       | TBA                            | ポストプロダクション |                    |
| TBA    | I Love Boosters                                                    | TBA                            | 撮影中 |                    |

### テレビ
| 放映年    | 邦題 原題                                            | 役名     | 備考 | 吹き替え           |
| --------- | ---------------------------------------------------- | -------- | --- | ------------------ |
| 2016-2022 | アトランタ Atlanta                                   | ダリアス | 計25話出演 MTV Movie Award for Best On-Screen Duo ノミネート 全米映画俳優組合賞アンサンブル賞 (コメディシリーズ) ノミネート | （吹き替え版なし） |
| 2019      | ボージャック・ホースマン BoJack Horseman             | ガイ     | 計7話声の出演 |                    |
| 2020      | エリック・アンドレ・ショー The Eric Andre Show       | 本人     | 計2話出演 |                    |
| 2021      | Yasuke -ヤスケ- Yasuke                               | 弥助     | 計6話声の出演 兼製作総指揮 Netflixで配信                                                                                    | 副島淳             |
| 2023      | チェンジリング 〜ニューヨークの寓話〜 The Changeling | アポロ   | 計8話出演 兼製作総指揮 | 小松史法           |